# 太田情報商科専門学校
太田情報商科専門学校（おおたじょうほうしょうかせんもんがっこう）とは、群馬県太田市東長岡町にある専修学校。学校法人太田アカデミーが運営。

## 学科・コース一覧

### 情報系分野
- ゲームクリエイタ学科
  - ゲームグラフィックスコース (2年制)
  - ゲームグラフィックスコース (3年制)
  - ゲームグラフィックスコース (4年制)
  - ゲームプログラムコース (2年制)
  - ゲームプログラムコース (3年制)
  - ゲームプログラムコース (4年制)
  - ゲームプランナーコース（3年制）
  - ゲームプランナーコース（4年制）

- 情報システム学科
  - 情報システムコース（2年制）
  - 情報システムコース（3年制）
  - マルチメディアコース（2年制）
  - ネットワークセキュリティコース（2年制）

- デザイン学科
  - 3DCGコース（2年制）
  - 3DCGコース（3年制）
  - アニメーションコース（2年制）
  - アニメーションコース（3年制）
  - イラストレーターコース（2年制）
  - イラストレーションコース（3年制）
  - グラフィックデザイナーコース（2年制）

- CADエンジニア学科
  - 3D CADコース（2年制）

### ビジネス系分野
- 会計ビジネス学科
  - 会計ビジネスコース（2年制）
  - 会計ビジネス税理士コース (1年制)

### 総合・公務員系分野
- 公務員学科
  - 公務員コース（1年制）
  - 公務員コース（2年制）
- 総合学科
  - 総合カリキュラムコース（2年制）
  - 総合カリキュラムコース（3年制）
  - 総合カリキュラムコース（4年制）
  - 大学編入コース（2年制）
  - キャリアアップコース（1年以内）